# Ford Quadricycle
Ford Quadricycle (рус. Форд Квадрицикл) — первый автомобиль, сконструированный Генри Фордом.
4 июня 1896 года, в крошечной мастерской во внутреннем дворе своего дома по адресу Bagley Avenue, дом 58, после более чем двух лет экспериментов, в 32 года Форд закончил работу над своим первым автомобилем, использующим для работы бензин. Он дал ему название Quadricycle (Квадрицикл), из-за того, что он ездил на четырех велосипедных шинах. Успех этого маленького «автомобиля» привел к созданию Ford Motor Company в 1903 году.
Двухцилиндровый мотор обладал мощностью в 4 лошадиных силы. Управление квадрициклом основывалось на цепи. Трансмиссия состояла только из двух передач (первой до 16 км/ч, и 2-й до 32 км/ч) и не имела заднего хода. У машины был рулевой рычаг, колеса с проволочными спицами и 11-литровый топливный бак под сиденьем. Испытания автомобиля прошли 4 июня 1896 года, в ходе которых была достигнута максимальная скорость машины в 32 км/ч.
Сегодня Квадрицикл находится в музее Генри Форда в Дирборне, штат Мичиган.